# Brélès
Brélès (bret. Brelez) – miejscowość i gmina we Francji, w regionie Bretania, w departamencie Finistère.
Według danych na rok 1990 gminę zamieszkiwały 763 osoby, a gęstość zaludnienia wynosiła 54 osoby/km² (wśród 1269 gmin Bretanii Brélès plasuje się na 685. miejscu pod względem liczby ludności, natomiast pod względem powierzchni na miejscu 696.).

## Obiekty historyczne
- Kościół Notre-Dame,
- zamek Kergroadès,
- manoir de Bel-Air.